# Condado de Vaduz
El Condado de Vaduz (en alemán: Grafschaft Vaduz) fue un estado histórico del Sacro Imperio Romano Germánico, actualmente ubicado en el Principado de Liechtenstein. Su capital era la ciudad de Vaduz.

## Geografía
Ubicado al sur del Señorío de Schellenberg, su área corresponde al actual distrito electoral de Oberland (en alemán: Wahlkreis Oberland). El territorio incluía los actuales municipios de Balzers, Planken, Schaan, Triesen, Triesenberg y Vaduz.

## Historia
El condado fue creado en 1342, tras la subdivisión del Condado de Werdenberg. En 1396 se le concedió la inmediatez imperial (en alemán: Reichsunmittelbarkeit). Después de que la línea de sucesión de los Condes de Vaduz se extinguiera en 1416, el territorio fue comprado en feudo por los Barones de Brandis, quienes mantuvieron su soberanía hasta 1507, cuando el condado pasó a manos de los Condes de Sulz, que adquirieron el vecino Señorío de Schellenberg.
En 1613, ambos territorios, aunque permanecieron distintos, fueron vendidos a los Condes de Hohenems. Ferdinand Karl von Hohenems (1650-1686), por apropiación indebida y una excesiva caza de brujas, fue despojado de sus dominios en 1684 por el Emperador Leopoldo I. El emperador asignó las antiguas posesiones de Ferdinand Karl a su hermano menor, el Conde Jakob Hannibal III (1653-1730). Para pagar sus deudas y recuperar Hohenems, Jakob Hannibal se vio obligado a vender el Señorío (en 1699) y el Condado (en 1712) a Juan Adán I, Príncipe de Liechtenstein. Con estos territorios, en 1719, el príncipe obtuvo del Emperador del Sacro Imperio Romano Germánico Carlos VI el derecho a fundar un único estado, el actual Principado de Liechtenstein.